# Rafflesiaceae

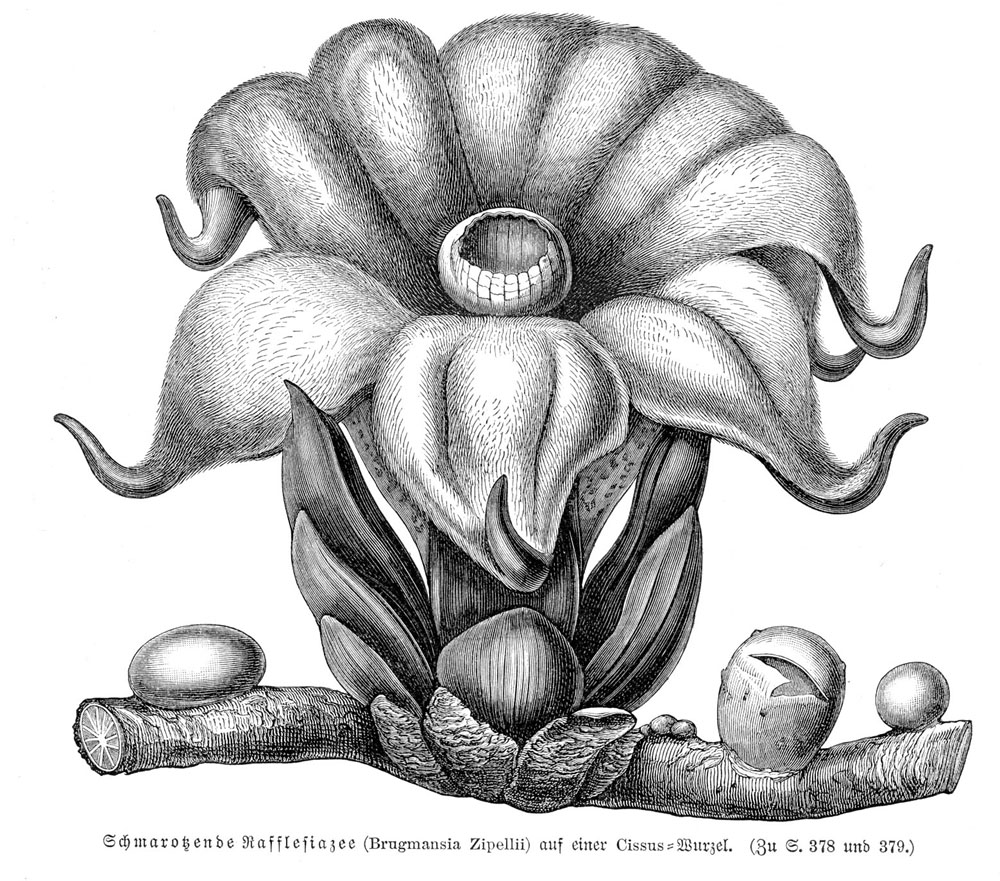
Ilustrație reprezentând Rhizanthes (acum Brugmansia), un gen de Rafflesiaceae, din Der Bau und die Eigenschaften der Pflanzen (1913).

Rafflesiaceae este o familie de plante parazite răspândite în Asia de Est și Sud-Est. Un exemplu de specie este Rafflesia arnoldii.
Cladogramă conform Catalogue of Life:
| Rafflesiaceae | \| \| Rafflesia \| \| \| \| \| \| Rhizanthes \| \| \| \| \| \| Sapria \| \| \| \| |
|               | \| \| Rafflesia \| \| \| \| \| \| Rhizanthes \| \| \| \| \| \| Sapria \| \| \| \| |
|               | Rafflesia                                                                         |
|               |                                                                                   |
|               | Rhizanthes                                                                        |
|               |                                                                                   |
|               | Sapria                                                                            |
|               |                                                                                   |